# Giovanni Paolo Cima
Giovanni Paolo Cima (* um 1575 in Mailand; † 1630 ebenda) war ein italienischer Komponist und Organist des Frühbarocks.

## Leben
Er war einer der führenden Musiker in Mailand, zur Zeit der Wende vom 16. zum 17. Jahrhundert. Von 1595 bis 1630 war er Musikdirektor und Organist an der Kirche S. Celso, einer Stelle, die er von Ottavio Bariola († 1596) übernahm. Cimas Amtsnachfolger war Antonio Maria Turati.
Cima komponierte überwiegend geistliche Musik, hierzu gehören auch seine sechs Kirchensonaten, die um das Jahr 1610 entstanden. Er setzte in diesen Sonaten erstmals die Violine als Soloinstrument ein und schuf mit zwei dieser Sonaten frühe Beispiele von Triosonaten und gebrauchte hierfür erstmals den Begriff à tre.
Eines der Kinder Cimas, Giovanni Battista Cima (1596–1654) war zuerst als Organist in Mailand und später in Como tätig. Giovanni Paolos jüngerer Bruder Andrea Cima (1580 – nach 1627) war ebenfalls als Komponist und Organist in Mailand tätig.

## Werke (Auswahl)
- 1598: Zwei Werke in Giovanni Giacomo Gastoldis Sammlung Il primo libro della musica a due voci
- 1599: Libro primo delli motetti a quattro voci
- 1606: Partito di ricercari, canzoni alla francese (Im Anhang befindet sich eine Beschreibung zur Stimmung von Tasteninstrumenten)
- 1608: Concerti ecclesiastici (zwei bis vierstimmige Motetten)
- 1610: Concerti ecclesiastici a una, due, tre, quattro voci, con doi a cinque, et uno a otto, messa, e doi Magnificat, & falsi bordoni a 4., & sei sonate, per instrumenti a due, tre, e quatro ... con la partitura per l'organo[1]